# 愛甲千笑美
愛甲 千笑美（あいこう ちえみ、1991年11月6日 - ）は、日本の女性ファッションモデル。宮崎県出身。テンカラット所属。
夫はプロ野球選手（福岡ソフトバンクホークス所属）の栗原陵矢。

## 略歴・人物
学生時代の将来の夢はキャビンアテンダント。
英語・韓国語を勉強し、大学の交換留学で韓国への留学経験があり、特に韓国語を得意とする。その韓国での留学中にスカウトされモデル業を始めた。
関西学院大学 総合政策学部に入学し卒業。
TBSテレビ『ビジネスクリック』では、2015年9月29日より木曜日、2018年4月1日より水曜日を担当。
2023年8月28日に自身初となる写真集『会いたくなった?』を発売。自身初となる水着とランジェリーのグラビアに挑戦した。
2023年11月26日、知人の紹介で知り合ったプロ野球選手（福岡ソフトバンクホークス所属）の栗原陵矢との結婚が発表された。

## 出演

### テレビ
- ビジネスクリック（2015年9月29日 - 、TBSテレビ）木曜日担当

### CM・スチール
- 明治 「diet VAAM」（2014年）
- ABCマート「NIKE INTERNATIONALIST」（2014年9月 - 12月）
- 日産「CARAVAN」（2014年12月 - 2015年9月）
- ファミリーマート「X'masチキン」（2015年12月）
- グランフロント大阪「OSANPO BARGAIN」（2015年12月 - 2016年7月）
- クルールラボ「DR.ELLEMISS」(2019年5月～2020年5月)
- 日本マクドナルド「どこでもハワイ!!」（2020年8月）

### ショー
- 神戸コレクション 2013 S/S
- 東京ガールズコレクション 2014A/W、2015S/S、2015A/W、2016S/S、2016A/W、2017S/S、2017A/W
- TOHOKU DREAM COLLECTION 2015
- kuraudia×蜷川実花2016
- Girls Award  2016S/S、2016A/W、2017S/S、2017A/W
- KANSAI COLLECTION 2017S/S

## 書籍

### 雑誌連載
- AneCan（2016年4月号 - 2016年12月号、小学館）
- with（2017年1月号 - 、講談社）
- CanCam（2017年2月号 - 、小学館）
- Oggi（2017年2月号 - 、小学館）
- 美人百花（2017年5月号 - 、角川春樹事務所）
- CLASSY.（2017年11月号 - 、 光文社）

### 写真集
- 会いたくなった?（2023年8月28日、KADOKAWA）ISBN 978-4046058621[4]